# 阿登·迈内尔
阿登·B·迈内尔（英语：Aden B. Meinel，1922年11月25日—2011年10月3日），美国天文学家。他的研究兴趣包括上层大气物理、玻璃技术、光学设计、仪器仪表和空间系统。

## 生平
1949年，迈内尔在加利福尼亚大学伯克利分校获得博士学位。 他的论文标题是对夜空和极光的一个近红外光谱研究。 

## 望远镜
在他的职业生涯中，迈内尔参与设计和建造了若干大型望远镜，其中包括：
- 0.91米（36英寸）望远镜， 麦克唐纳天文台
- 0.91米（36英寸）和2.2米（85英寸）望远镜， 基特峰国家天文台
- 0.91米（36英寸）望远镜的搬迁， 斯图尔德天文台
- 2.4米（94英寸）望远镜，斯图尔德天文台
- 1.2米（48英寸）望远镜， 奥斯马尼亚大学, 海得拉巴
- 相当于4.7米（186英寸）的多镜面望远镜
- 0,61米（24英寸）望远镜， 国立中央大学，台湾

## 奖项和荣誉
- 1954年被美国天文学会授予海伦·B·华纳奖天文学奖。

- 1972年担任美国光学学会的会长[1]。

- 1980年获弗雷德里克·艾夫斯的奖章。

- 1990年获乔治·范·比斯布罗克奖。
- 1993年作为一个名杰出的科学家在喷气推进实验室退休。
- 亚利桑那大学光学科学中心的创始主任和名誉教授 （页面存档备份，存于）
- 2003年9月22日SPIE梅内尔纪念技术会议
- 小行星 4065梅内尔以他的名字命名。

## 出版著作
阿登·迈内尔的出版著作包括：
- 夜空和极光的近红外光谱，太平洋天文学会汇刊，60卷，357号，373页
- 金星大气中闪电的光谱，太平洋天文学会汇刊，74卷，439号，329页
- 用于天文学的自动光学设计，太平洋天文学会汇刊，77卷，455号，136页
- 目录的发射线天体物理学对象、光学科学中心的技术报告 27，1968年6月，195页。
- 为人民的权力，麦克-道格拉斯公司，1971年，280页。 *LOC#TJ810的。M44 （页面存档备份，存于）
- 应用太阳能：介绍，Addison-Wesley，1976年，650页。
- 日落黄昏，和夜晚的天空，剑桥大学出版社，1983年，163页。 ISBN 978-0521252201
- 望远镜的结构--一个渐进的概述、光学系统的结构力学；会议进程，洛杉矶，加利福尼亚。 13-15,1987年，光学仪器工程师学会
- 阿登·B·迈内尔的出版物